# Air Itam Timur
Air Itam Timur is een bestuurslaag in het regentschap Muara Enim van de provincie Zuid-Sumatra, Indonesië. Air Itam Timur telt 2160 inwoners (volkstelling 2010).